# 蓋勒特山

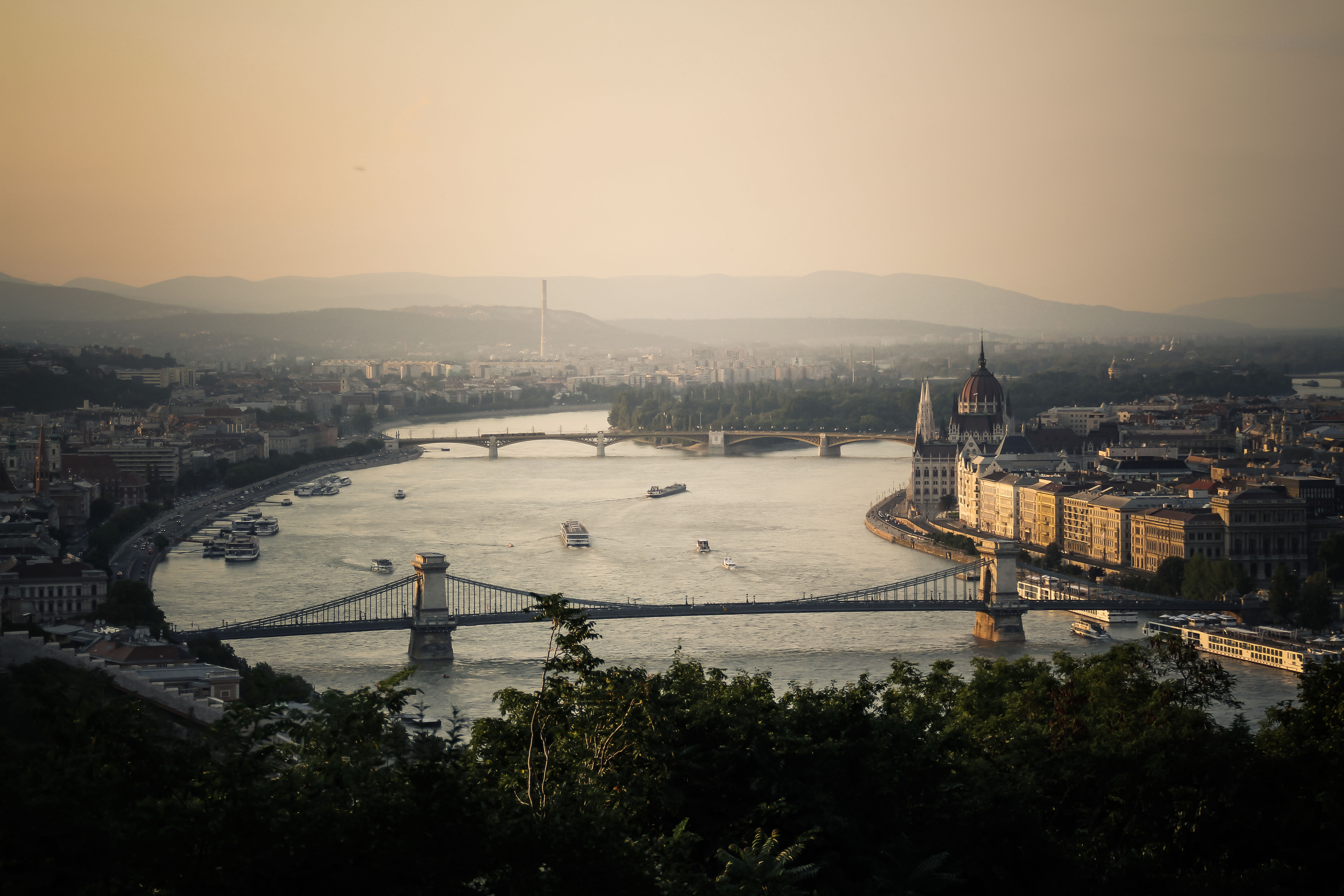
自蓋勒特山看到的布達佩斯

蓋勒特山（匈牙利語：Gellért-domb）是位於匈牙利首都布達佩斯的一座山峰，高235米。在山上可俯瞰布達佩斯的景色。山頂上有一座城堡。在行政區劃上，蓋勒特山則屬布達佩斯第一區和第11區管轄。在17世纪時，這裡曾是一處巡禮地。

## 外部連結
- www.Gellerthegy.hu (Budapesti XI district homepage) （页面存档备份，存于）
- Google
- Panoramic Virtual Tour

47°29′11″N 19°02′45″E / 47.48639°N 19.04583°E